# 샌타카탈리나산맥
샌타카탈리나산맥(Santa Catalina Mountains)은 미국 애리조나주 투산 북쪽에 있는 산맥이다. 가장 높은 곳은 레몬산으로 2,791 미터에 이른다. 카탈리나라는 이름은 이탈리아 예수회 수사인 에우세비오 키노(Eusebio Kino)가 1967년 성 카타리나의 이름을 따서 지은 것이다.
카탈리나산맥은 코로나도 국립 산림지에 있는 산타 카탈리나 레인저 구역의 일부이며, 푸시산맥 자연보호지역(Pusch Ridge Wilderness Area)을 포함한다. 사비노 협곡(Sabino Canyon)이나 로메로 협곡(Romero Canyon)과 같은 자연 경관과 작은 마을인 섬머헤븐(Summerhaven), 레몬산 스키장(Mount Lemmon Ski Valley)과 같은 볼거리가 있다.
|  |